# Coppa europea di scacchi per club
La Coppa europea di scacchi per club (in inglese: European Chess Club Cup) è una competizione europea di scacchi dedicata ai club, organizzata dalla European Chess Union sotto l'egida della Federazione Internazionale degli Scacchi. Viene disputata tra il 15 settembre e il 15 ottobre di ogni anno.
La competizione prevede la partecipazione di due società per ogni federazione che organizza un campionato nazionale a squadre con almeno dieci partecipanti nella massima serie, come nel caso della Bundesliga o del Campionato italiano. Una sola società se una federazione nazionale non rientra in questi criteri.

## Storia
La Coppa europea di scacchi per club è nata nel 1975 e veniva disputata a un ritmo biennale con formule che sono variate nel tempo. Dal 1993 la competizione si svolge a cadenza annuale, mentre nel 1996 venne introdotta anche l'edizione femminile. Dal 2000 il torneo si svolge con il sistema svizzero con sette turni.
Nel 2020 quella che doveva essere la 36ª edizione della coppa è stata annullata a causa della Pandemia di COVID-19.

## Formula
Il torneo si svolge con la formula del sistema svizzero su un totale di sette turni. Le squadre sono formate da 6 elementi. La cadenza di gioco è di 90 minuti per le prime 40 mosse, 30 minuti per le mosse successive, 30 secondi di incremento a partire dalla prima mossa.

## Albo d'oro
| Edizione  | Luogo                  | Vincitore                        | Finalista/Secondo                | Formula                                              | Cl. |
| --------- | ---------------------- | -------------------------------- | -------------------------------- | ---------------------------------------------------- | --- |
| 1975/1976 | Solingen               | Burevestnik Mosca, Solingen SG   | Parità                           | Eliminazione diretta                                 | 20  |
| 1977/1979 | Bad Lauterberg im Harz | Burevestnik Mosca                | Volmac Rotterdam                 | Eliminazione diretta                                 | 23  |
| 1980/1982 | Budapest               | Spartacus Budapest               | Burevestnik Mosca                | Eliminazione diretta                                 | 24  |
| 1983/1984 | Mosca                  | Trud Mosca                       | Burevestnik Mosca                | Eliminazione diretta                                 | 28  |
| 1985/1986 | Mosca                  | CSKA Mosca                       | Trud Mosca                       | Eliminazione diretta                                 | 27  |
| 1987/1988 | Rotterdam              | CSKA Mosca                       | Honved Budapest                  | Tre turni a eliminazione diretta e Girone finale a 4 | 28  |
| 1989/1990 | Solingen               | CSKA Mosca, Solingen SG          | Parità                           | Eliminazione diretta                                 | 29  |
| 1991/1992 | Monaco di Baviera      | Bayern Monaco                    | Poliot Tcheliabinsk              | Eliminazione diretta                                 | 31  |
| 1993      | Hilversum              | Lione Oyonnax                    | Honved Budapest                  | 7 gironi di qualificazione Eliminazione diretta a 8  | 53  |
| 1994      | Lione                  | Lione Oyonnax, Bosna Sarajevo    | Parità                           | 7 gironi di qualificazione Eliminazione diretta a 8  | 49  |
| 1995      | Lubiana                | Erevan                           | Honved Budapest                  | 7 gironi di qualificazione Eliminazione diretta a 8  | 54  |
| 1996      | Budapest               | TatTransGaz-Itil Kazan           | SK Borovo Vukovar 91             | 7 gironi di qualificazione Eliminazione diretta a 16 | 49  |
| 1997      | Kazan'                 | Ladia Megregiongaz Azov          | Polonia Varsavia                 | 7 gironi di qualificazione Eliminazione diretta a 8  | 57  |
| 1998      | Belgrado               | Panfox Bréda                     | Polonia Varsavia                 | 7 gironi di qualificazione Eliminazione diretta a 8  | 20  |
| 1999      | Bugojno                | ŠK Bosna Sarajevo                | Agrouniversal Zemun              | 6 gironi di qualificazione Eliminazione diretta a 8  | 49  |
| 2000      | Neum                   | ŠK Bosna Sarajevo                | San Pietroburgo                  | Sistema svizzero                                     | 34  |
| 2001      | Panormos               | Nikel Norilsk                    | Polonia Varsavia                 | Sistema svizzero                                     | 39  |
| 2002      | Kallithea              | ŠK Bosna Sarajevo                | Nikel Norilsk                    | Sistema svizzero                                     | 43  |
| 2003      | Retimo                 | Paris NAO                        | Polonia Varsavia                 | Sistema svizzero                                     | 45  |
| 2004      | Smirne                 | Paris NAO                        | ŠK Bosna                         | Sistema svizzero                                     | 36  |
| 2005      | Saint-Vincent          | Tomsk-400                        | Polonia Varsavia                 | Sistema svizzero                                     | 48  |
| 2006      | Fügen                  | Tomsk-400                        | Lakia Kazan                      | Sistema svizzero                                     | 46  |
| 2007      | Kemer (Adalia)         | Linex Magic-Mérida               | Oural Sverdlovsk                 | Sistema svizzero                                     | 56  |
| 2008      | Kallithea              | Sverdlovsk Oural                 | Baden-Baden                      | Sistema svizzero                                     | 64  |
| 2009      | Ocrida                 | Economist Saratov                | Mika Erevan                      | Sistema svizzero                                     | 54  |
| 2010      | Plovdiv                | Economist Saratov                | Ougra Khanty-Mansiïsk            | Sistema svizzero                                     | 49  |
| 2011      | Rogaška Slatina        | San Pietroburgo                  | SOCAR Baku                       | Sistema svizzero                                     | 62  |
| 2012      | Eilat                  | SOCAR Baku                       | San Pietroburgo                  | Sistema svizzero                                     | 34  |
| 2013      | Rodi                   | Nový Bor Chess club              | Malakhit Ekaterinburg            | Sistema svizzero                                     | 53  |
| 2014      | Bilbao                 | SOCAR Baku                       | G-Team Nový Bor                  | Sistema svizzero                                     | 52  |
| 2015      | Skopje                 | Siberia Novossibirsk             | SOCAR Baku                       | Sistema svizzero                                     | 50  |
| 2016      | Novi Sad               | Alkaloid Skopje                  | Mednyi Vsadnik (San Pietroburgo) | Sistema svizzero                                     | 63  |
| 2017      | Adalia                 | Globus Siberia Novossibirsk      | Alkaloid Skopje                  | Sistema svizzero                                     | 36  |
| 2018      | Porto Carras           | Mednyi Vsadnik (San Pietroburgo) | Nový Bor Chess club              | Sistema svizzero                                     | 61  |
| 2019      | Dulcigno               | Obiettivo Risarcimento Padova    | Nový Bor Chess club              | Sistema svizzero                                     | 66  |
| 2020      | Non disputata          |                                  |                                  | Sistema svizzero                                     |     |
| 2021      | Struga                 | Mednyi Vsadnik (San Pietroburgo) | Nový Bor Chess club              | Sistema svizzero                                     | 38  |
| 2022      | Mayrhofen              | Nový Bor Chess club              | Clichy Echecs 92                 | Sistema svizzero                                     | 70  |
| 2023      | Durazzo                | Offerspill Sjakklubb             | Nový Bor Chess club              | Sistema svizzero                                     | 84  |
| 2024      | Vrnjačka Banja         | Nový Bor Chess club              | Alkaloid Skopje                  | Sistema svizzero                                     | 84  |

## Edizioni femminili
- 1996 :  Agrouniverzal Belgrade
- 1997 :  Goša Smederevska Palanka
- 1998 :  AEM-Luxten Timişoara
- 1999 :  Rudenko School Kherson
- 2000 :  Agrouniverzal Belgrade
- 2001 :  Agrouniverzal Belgrade
- 2002 :  BAS Belgrade
- 2003 :  Internet CG Podgorica
- 2004 :  NTN Tbilisi
- 2005 :  NTN Tbilisi
- 2006 :  Mika Yerevan
- 2007 :  CE Monte Carlo
- 2008 :  CE Monte Carlo
- 2009 :  Spartak Vidnoe

- 2010 :  CE Monte Carlo
- 2011 :  AVS Krasnoturjinsk
- 2012 :  CE Monte Carlo
- 2013 :  CE Monte Carlo
- 2014 :  Batumi Chess Club "Nona"
- 2015 :  Batumi Chess Club "Nona"
- 2016 :  CE Monte Carlo
- 2017 :  Batumi Chess Club "Nona"
- 2018 :  CE Monte Carlo
- 2019 :  Batumi Chess Club "Nona"
- 2021 :  South Ural
- 2022 :  ASVOe Pamhagen
- 2023 :  Superchess
- 2024 :  Tajfun - Šahovski klub Ljubljana